# Seznam voleb do zastupitelstev obcí v Česku mimo řádný termín (2014–2018)
Seznam voleb do zastupitelstev obcí v Česku mimo řádný termín uvádí přehled všech voleb do obecních zastupitelstev na území České republiky, které se v průběhu funkčního období 2014–2018 nekonaly v termínu řádných voleb.
Mimořádné volby se konají tehdy, pokud správní soud rozhodne o neplatnosti původních voleb (opakované volby), jestliže v původně naplánovaných volbách kandidoval nedostatečný počet osob (dodatečné volby) nebo pokud v průběhu funkčního období klesne počet zastupitelů pod stanovenou hranici či je zastupitelstvo kvůli své nečinnosti rozpuštěno, příp. vznikne-li nová obec (nové volby). V případě zneplatnění jen hlasování, příp. není-li za určitý volební okrsek odevzdán řádný zápis o průběhu voleb, provádí se pouze opakované hlasování. Mimořádné volby vyhlašuje ministr vnitra.
| Obec                      | Okres              | Kraj               | Datum vyhlášení voleb | Vyhlášeny ve Sbírce zákonů | Typ voleb           | Datum konání voleb |
| ------------------------- | ------------------ | ------------------ | --------------------- | -------------------------- | ------------------- | ------------------ |
| Bukovany                  | Příbram            | Středočeský        | 24. října 2014        | 232/2014 Sb.               | dodatečné volby     | 31. ledna 2015     |
| Petkovy                   | Mladá Boleslav     | Středočeský        | 24. října 2014        | 232/2014 Sb.               | dodatečné volby     | 31. ledna 2015     |
| Prodašice                 | Mladá Boleslav     | Středočeský        | 24. října 2014        | 232/2014 Sb.               | dodatečné volby     | 31. ledna 2015     |
| Vlkov                     | České Budějovice   | Jihočeský          | 24. října 2014        | 232/2014 Sb.               | dodatečné volby     | 31. ledna 2015     |
| Zadní Střítež             | Tábor              | Jihočeský          | 24. října 2014        | 232/2014 Sb.               | dodatečné volby     | 31. ledna 2015     |
| Srní                      | Klatovy            | Plzeňský           | 24. října 2014        | 232/2014 Sb.               | dodatečné volby     | 31. ledna 2015     |
| Újezd u Svatého Kříže     | Rokycany           | Plzeňský           | 24. října 2014        | 232/2014 Sb.               | dodatečné volby     | 31. ledna 2015     |
| Úherce                    | Louny              | Ústecký            | 24. října 2014        | 232/2014 Sb.               | dodatečné volby     | 31. ledna 2015     |
| Osice                     | Hradec Králové     | Královéhradecký    | 24. října 2014        | 232/2014 Sb.               | dodatečné volby     | 31. ledna 2015     |
| Lány u Dašic              | Pardubice          | Pardubický         | 24. října 2014        | 232/2014 Sb.               | dodatečné volby     | 31. ledna 2015     |
| Víska u Jevíčka           | Svitavy            | Pardubický         | 24. října 2014        | 232/2014 Sb.               | dodatečné volby     | 31. ledna 2015     |
| Růžená                    | Jihlava            | Vysočina           | 24. října 2014        | 232/2014 Sb.               | dodatečné volby     | 31. ledna 2015     |
| Slavníč                   | Havlíčkův Brod     | Vysočina           | 24. října 2014        | 232/2014 Sb.               | dodatečné volby     | 31. ledna 2015     |
| Chomutov                  | Chomutov           | Ústecký            | 8. prosince 2014      | 288/2014 Sb.               | opakované hlasování | 31. ledna 2015     |
| Bílina                    | Teplice            | Ústecký            | 8. prosince 2014      | 288/2014 Sb.               | opakované hlasování | 31. ledna 2015     |
| Mačkov                    | Strakonice         | Jihočeský          | 20. listopadu 2014    | 277/2014 Sb.               | nové volby          | 14. března 2015    |
| Rokle                     | Chomutov           | Ústecký            | 20. listopadu 2014    | 277/2014 Sb.               | nové volby          | 14. března 2015    |
| Mořice                    | Prostějov          | Olomoucký          | 20. listopadu 2014    | 277/2014 Sb.               | nové volby          | 14. března 2015    |
| Slatinky                  | Prostějov          | Olomoucký          | 20. listopadu 2014    | 277/2014 Sb.               | nové volby          | 14. března 2015    |
| Teplice nad Bečvou        | Přerov             | Olomoucký          | 20. listopadu 2014    | 277/2014 Sb.               | nové volby          | 14. března 2015    |
| Roudná                    | Tábor              | Jihočeský          | 27. listopadu 2014    | 284/2014 Sb.               | nové volby          | 14. března 2015    |
| Janův Důl                 | Liberec            | Liberecký          | 27. listopadu 2014    | 284/2014 Sb.               | nové volby          | 14. března 2015    |
| Maňovice                  | Klatovy            | Plzeňský           | 27. listopadu 2014    | 284/2014 Sb.               | nové volby          | 14. března 2015    |
| Těškov                    | Rokycany           | Plzeňský           | 27. listopadu 2014    | 284/2014 Sb.               | nové volby          | 14. března 2015    |
| Hamry                     | Klatovy            | Plzeňský           | 27. listopadu 2014    | 284/2014 Sb.               | nové volby          | 14. března 2015    |
| Lhota                     | Praha-východ       | Středočeský        | 27. listopadu 2014    | 284/2014 Sb.               | nové volby          | 14. března 2015    |
| Bečice                    | Tábor              | Jihočeský          | 27. listopadu 2014    | 284/2014 Sb.               | nové volby          | 14. března 2015    |
| Přední Výtoň              | Český Krumlov      | Jihočeský          | 27. listopadu 2014    | 284/2014 Sb.               | nové volby          | 14. března 2015    |
| Tvorovice                 | Prostějov          | Olomoucký          | 27. listopadu 2014    | 284/2014 Sb.               | nové volby          | 14. března 2015    |
| Chvalnov-Lísky            | Kroměříž           | Zlínský            | 27. listopadu 2014    | 284/2014 Sb.               | nové volby          | 14. března 2015    |
| Březová                   | Karlovy Vary       | Karlovarský        | 27. listopadu 2014    | 284/2014 Sb.               | nové volby          | 14. března 2015    |
| Honětice                  | Kroměříž           | Zlínský            | 27. listopadu 2014    | 284/2014 Sb.               | nové volby          | 14. března 2015    |
| Třebnouševes              | Jičín              | Královéhradecký    | 8. prosince 2014      | 287/2014 Sb.               | nové volby          | 14. března 2015    |
| Hvězdonice                | Benešov            | Středočeský        | 8. prosince 2014      | 287/2014 Sb.               | nové volby          | 14. března 2015    |
| Drahňovice                | Benešov            | Středočeský        | 8. prosince 2014      | 287/2014 Sb.               | nové volby          | 14. března 2015    |
| Kmetiněves                | Kladno             | Středočeský        | 8. prosince 2014      | 287/2014 Sb.               | nové volby          | 14. března 2015    |
| Opočnice                  | Nymburk            | Středočeský        | 8. prosince 2014      | 287/2014 Sb.               | nové volby          | 14. března 2015    |
| Xaverov                   | Benešov            | Středočeský        | 8. prosince 2014      | 287/2014 Sb.               | nové volby          | 14. března 2015    |
| Tehovec                   | Praha-východ       | Středočeský        | 8. prosince 2014      | 287/2014 Sb.               | nové volby          | 14. března 2015    |
| Hruška                    | Prostějov          | Olomoucký          | 8. prosince 2014      | 287/2014 Sb.               | nové volby          | 14. března 2015    |
| Domašov nad Bystřicí      | Olomouc            | Olomoucký          | 8. prosince 2014      | 287/2014 Sb.               | nové volby          | 14. března 2015    |
| Doubice                   | Děčín              | Ústecký            | 8. prosince 2014      | 287/2014 Sb.               | nové volby          | 14. března 2015    |
| Babylon                   | Domažlice          | Plzeňský           | 8. prosince 2014      | 287/2014 Sb.               | nové volby          | 14. března 2015    |
| Tuřany                    | Kladno             | Středočeský        | 8. prosince 2014      | 287/2014 Sb.               | nové volby          | 14. března 2015    |
| Kopidlo                   | Plzeň-sever        | Plzeňský           | 8. prosince 2014      | 287/2014 Sb.               | nové volby          | 14. března 2015    |
| Sušice                    | Uherské Hradiště   | Zlínský            | 8. prosince 2014      | 287/2014 Sb.               | nové volby          | 14. března 2015    |
| Dřínov                    | Kladno             | Středočeský        | 8. prosince 2014      | 287/2014 Sb.               | nové volby          | 14. března 2015    |
| Křimov                    | Chomutov           | Ústecký            | 8. prosince 2014      | 287/2014 Sb.               | nové volby          | 14. března 2015    |
| Mrzky                     | Kolín              | Středočeský        | 8. prosince 2014      | 287/2014 Sb.               | nové volby          | 14. března 2015    |
| Hrušov                    | Mladá Boleslav     | Středočeský        | 8. prosince 2014      | 287/2014 Sb.               | nové volby          | 14. března 2015    |
| Křížkový Újezdec          | Praha-východ       | Středočeský        | 8. prosince 2014      | 287/2014 Sb.               | nové volby          | 14. března 2015    |
| Nučice                    | Praha-východ       | Středočeský        | 8. prosince 2014      | 287/2014 Sb.               | nové volby          | 14. března 2015    |
| Pohoří                    | Praha-západ        | Středočeský        | 8. prosince 2014      | 287/2014 Sb.               | nové volby          | 14. března 2015    |
| Malá Vrbka                | Hodonín            | Jihomoravský       | 8. prosince 2014      | 287/2014 Sb.               | nové volby          | 14. března 2015    |
| Tavíkovice                | Znojmo             | Jihomoravský       | 8. prosince 2014      | 287/2014 Sb.               | nové volby          | 14. března 2015    |
| Kopřivná                  | Šumperk            | Olomoucký          | 8. prosince 2014      | 287/2014 Sb.               | nové volby          | 14. března 2015    |
| Brno-sever                | Brno-město         | Jihomoravský       | 8. prosince 2014      | 289/2014 Sb.               | opakované volby     | zrušeny            |
| Litostrov                 | Brno-venkov        | Jihomoravský       | 19. prosince 2014     | 349/2014 Sb.               | nové volby          | 13. června 2015    |
| Tvořihráz                 | Znojmo             | Jihomoravský       | 19. prosince 2014     | 349/2014 Sb.               | nové volby          | 13. června 2015    |
| Stanovice                 | Trutnov            | Královéhradecký    | 19. prosince 2014     | 349/2014 Sb.               | nové volby          | 13. června 2015    |
| Podmoky                   | Nymburk            | Středočeský        | 19. prosince 2014     | 349/2014 Sb.               | nové volby          | 13. června 2015    |
| Praha-Koloděje            | hlavní město Praha | hlavní město Praha | 6. ledna 2015         | 6/2015 Sb.                 | nové volby          | 13. června 2015    |
| Mrlínek                   | Kroměříž           | Zlínský            | 6. ledna 2015         | 6/2015 Sb.                 | nové volby          | 13. června 2015    |
| Vikantice                 | Šumperk            | Olomoucký          | 6. ledna 2015         | 6/2015 Sb.                 | nové volby          | 13. června 2015    |
| Mělčany                   | Brno-venkov        | Jihomoravský       | 6. ledna 2015         | 6/2015 Sb.                 | nové volby          | 13. června 2015    |
| Topolany                  | Vyškov             | Jihomoravský       | 6. ledna 2015         | 6/2015 Sb.                 | nové volby          | 13. června 2015    |
| Srbeč                     | Rakovník           | Středočeský        | 6. ledna 2015         | 6/2015 Sb.                 | nové volby          | 13. června 2015    |
| Zbuzany                   | Praha-západ        | Středočeský        | 15. ledna 2015        | 10/2015 Sb.                | nové volby          | 13. června 2015    |
| Chleby                    | Benešov            | Středočeský        | 15. ledna 2015        | 10/2015 Sb.                | nové volby          | 13. června 2015    |
| Bludov                    | Kutná Hora         | Středočeský        | 15. ledna 2015        | 10/2015 Sb.                | nové volby          | 13. června 2015    |
| Kravsko                   | Znojmo             | Jihomoravský       | 15. ledna 2015        | 10/2015 Sb.                | nové volby          | 13. června 2015    |
| Zlosyň                    | Mělník             | Středočeský        | 15. ledna 2015        | 10/2015 Sb.                | nové volby          | 13. června 2015    |
| Voděrady                  | Blansko            | Jihomoravský       | 15. ledna 2015        | 10/2015 Sb.                | nové volby          | 13. června 2015    |
| Všesulov                  | Rakovník           | Středočeský        | 28. ledna 2015        | 28/2015 Sb.                | nové volby          | 13. června 2015    |
| Kladníky                  | Přerov             | Olomoucký          | 16. února 2015        | 37/2015 Sb.                | nové volby          | 13. června 2015    |
| Mladecko                  | Opava              | Moravskoslezský    | 20. února 2015        | 38/2015 Sb.                | nové volby          | 13. června 2015    |
| Želivsko                  | Svitavy            | Pardubický         | 9. března 2015        | 45/2015 Sb.                | nové volby          | 13. června 2015    |
| Hlízov                    | Kutná Hora         | Středočeský        | 9. března 2015        | 45/2015 Sb.                | nové volby          | 13. června 2015    |
| Neveklovice               | Mladá Boleslav     | Středočeský        | 9. března 2015        | 45/2015 Sb.                | nové volby          | 13. června 2015    |
| Osek                      | Jičín              | Královéhradecký    | 27. března 2015       | 70/2015 Sb.                | nové volby          | 26. září 2015      |
| Dasnice                   | Sokolov            | Karlovarský        | 1. dubna 2015         | 71/2015 Sb.                | nové volby          | 26. září 2015      |
| Úherce                    | Louny              | Ústecký            | 23. dubna 2015        | 105/2015 Sb.               | nové volby          | 26. září 2015      |
| Ovesná Lhota              | Havlíčkův Brod     | Vysočina           | 23. dubna 2015        | 105/2015 Sb.               | nové volby          | 26. září 2015      |
| Vonoklasy                 | Praha-západ        | Středočeský        | 23. dubna 2015        | 105/2015 Sb.               | nové volby          | 26. září 2015      |
| Fryšava pod Žákovou horou | Žďár nad Sázavou   | Vysočina           | 7. května 2015        | 118/2015 Sb.               | nové volby          | 26. září 2015      |
| Újezd nade Mží            | Plzeň-sever        | Plzeňský           | 7. května 2015        | 118/2015 Sb.               | nové volby          | 26. září 2015      |
| Nučice                    | Praha-východ       | Středočeský        | 7. května 2015        | 118/2015 Sb.               | nové volby          | 26. září 2015      |
| Podhradí nad Dyjí         | Znojmo             | Jihomoravský       | 7. května 2015        | 118/2015 Sb.               | nové volby          | 26. září 2015      |
| Dřínov                    | Kladno             | Středočeský        | 7. května 2015        | 118/2015 Sb.               | nové volby          | 26. září 2015      |
| Přední Výtoň              | Český Krumlov      | Jihočeský          | 7. května 2015        | 119/2015 Sb.               | opakované volby     | 26. září 2015      |
| Hvězdonice                | Benešov            | Středočeský        | 25. května 2015       | 129/2015 Sb.               | nové volby          | 26. září 2015      |
| Honětice                  | Kroměříž           | Zlínský            | 28. května 2015       | 130/2015 Sb.               | nové volby          | 26. září 2015      |
| Prameny                   | Cheb               | Karlovarský        | 2. června 2015        | 133/2015 Sb.               | nové volby          | 26. září 2015      |
| Suchý                     | Blansko            | Jihomoravský       | 2. června 2015        | 133/2015 Sb.               | nové volby          | 26. září 2015      |
| Děkov                     | Rakovník           | Středočeský        | 22. června 2015       | 154/2015 Sb.               | nové volby          | 26. září 2015      |
| Chlustina                 | Beroun             | Středočeský        | 28. července 2015     | 193/2015 Sb.               | nové volby          | 16. ledna 2016     |
| Slezské Pavlovice         | Bruntál            | Moravskoslezský    | 12. srpna 2015        | 209/2015 Sb.               | nové volby          | 16. ledna 2016     |
| Mladecko                  | Opava              | Moravskoslezský    | 12. srpna 2015        | 209/2015 Sb.               | nové volby          | 16. ledna 2016     |
| Polná na Šumavě           | Český Krumlov      | Jihočeský          | 3. září 2015          | 235/2015 Sb.               | nové volby          | 16. ledna 2016     |
| Bražec                    | Karlovy Vary       | Karlovarský        | 3. září 2015          | 235/2015 Sb.               | nové volby          | 16. ledna 2016     |
| Doupovské Hradiště        | Karlovy Vary       | Karlovarský        | 3. září 2015          | 235/2015 Sb.               | nové volby          | 16. ledna 2016     |
| Město Libavá              | Olomouc            | Olomoucký          | 3. září 2015          | 235/2015 Sb.               | nové volby          | 16. ledna 2016     |
| Kozlov                    | Olomouc            | Olomoucký          | 3. září 2015          | 235/2015 Sb.               | nové volby          | 16. ledna 2016     |
| Luboměř pod Strážnou      | Přerov             | Olomoucký          | 3. září 2015          | 235/2015 Sb.               | nové volby          | 16. ledna 2016     |
| Jivina                    | Beroun             | Středočeský        | 29. září 2015         | 259/2015 Sb.               | nové volby          | 16. ledna 2016     |
| Radostín                  | Havlíčkův Brod     | Vysočina           | 21. října 2015        | 281/2015 Sb.               | nové volby          | 16. dubna 2016     |
| Suchý                     | Blansko            | Jihomoravský       | 19. listopadu 2015    | 311/2015 Sb.               | nové volby          | 16. dubna 2016     |
| Dasnice                   | Sokolov            | Karlovarský        | 19. listopadu 2015    | 311/2015 Sb.               | nové volby          | 16. dubna 2016     |
| Županovice                | Jindřichův Hradec  | Jihočeský          | 26. listopadu 2015    | 323/2015 Sb.               | nové volby          | 16. dubna 2016     |
| Ovesná Lhota              | Havlíčkův Brod     | Vysočina           | 3. prosince 2015      | 342/2015 Sb.               | nové volby          | 16. dubna 2016     |
| Kolaje                    | Nymburk            | Středočeský        | 7. ledna 2016         | 7/2016 Sb.                 | nové volby          | 16. července 2016  |
| Hlinná                    | Litoměřice         | Ústecký            | 21. ledna 2016        | 35/2016 Sb.                | nové volby          | 16. července 2016  |
| Zbuzany                   | Praha-západ        | Středočeský        | 29. ledna 2016        | 55/2016 Sb.                | nové volby          | 16. července 2016  |
| Svatý Jan pod Skalou      | Beroun             | Středočeský        | 29. ledna 2016        | 55/2016 Sb.                | nové volby          | 16. července 2016  |
| Maňovice                  | Klatovy            | Plzeňský           | 22. února 2016        | 67/2016 Sb.                | nové volby          | 16. července 2016  |
| Třebnouševes              | Jičín              | Královéhradecký    | 22. února 2016        | 68/2016 Sb.                | nové volby          | 16. července 2016  |
| Jarpice                   | Kladno             | Středočeský        | 4. března 2016        | 79/2016 Sb.                | nové volby          | 16. července 2016  |
| Mladecko                  | Opava              | Moravskoslezský    | 4. března 2016        | 80/2016 Sb.                | nové volby          | 16. července 2016  |
| Šléglov                   | Šumperk            | Olomoucký          | 10. března 2016       | 85/2016 Sb.                | nové volby          | 16. července 2016  |
| Újezd nade Mží            | Plzeň-sever        | Plzeňský           | 10. března 2016       | 85/2016 Sb.                | nové volby          | 16. července 2016  |
| Ražice                    | Písek              | Jihočeský          | 23. března 2016       | 111/2016 Sb.               | nové volby          | 16. července 2016  |
| Drahelčice                | Praha-západ        | Středočeský        | 23. března 2016       | 111/2016 Sb.               | nové volby          | 16. července 2016  |
| Praha-Nedvězí             | hlavní město Praha | hlavní město Praha | 29. dubna 2016        | 146/2016 Sb.               | nové volby          | 5. listopadu 2016  |
| Hradce                    | České Budějovice   | Jihočeský          | 12. května 2016       | 160/2016 Sb.               | nové volby          | 5. listopadu 2016  |
| Josefov                   | Sokolov            | Karlovarský        | 12. května 2016       | 160/2016 Sb.               | nové volby          | 5. listopadu 2016  |
| Újezd u Plánice           | Klatovy            | Plzeňský           | 8. června 2016        | 176/2016 Sb.               | nové volby          | 5. listopadu 2016  |
| Kroučová                  | Rakovník           | Středočeský        | 22. června 2016       | 210/2016 Sb.               | nové volby          | 5. listopadu 2016  |
| Bradáčov                  | Tábor              | Jihočeský          | 21. července 2016     | 240/2016 Sb.               | nové volby          | 5. listopadu 2016  |
| Čichalov                  | Karlovy Vary       | Karlovarský        | 21. července 2016     | 241/2016 Sb.               | nové volby          | 5. listopadu 2016  |
| Lechovice                 | Znojmo             | Jihomoravský       | 8. srpna 2016         | 267/2016 Sb.               | nové volby          | 4. února 2017      |
| Závist                    | Blansko            | Jihomoravský       | 1. září 2016          | 291/2016 Sb.               | nové volby          | 4. února 2017      |
| Lančov                    | Znojmo             | Jihomoravský       | 1. září 2016          | 292/2016 Sb.               | nové volby          | 4. února 2017      |
| Jarpice                   | Kladno             | Středočeský        | 19. září 2016         | 315/2016 Sb.               | nové volby          | 4. února 2017      |
| Držovice                  | Prostějov          | Olomoucký          | 19. září 2016         | 315/2016 Sb.               | nové volby          | 4. února 2017      |
| Černá u Bohdanče          | Pardubice          | Pardubický         | 29. září 2016         | 331/2016 Sb.               | nové volby          | 4. února 2017      |
| Županovice                | Příbram            | Středočeský        | 12. října 2016        | 344/2016 Sb.               | nové volby          | 4. února 2017      |
| Krásné                    | Chrudim            | Pardubický         | 17. října 2016        | 354/2016 Sb.               | nové volby          | 4. února 2017      |
| Ostašov                   | Třebíč             | Vysočina           | 17. října 2016        | 354/2016 Sb.               | nové volby          | 4. února 2017      |
| Kozlov                    | Olomouc            | Olomoucký          | 16. listopadu 2016    | 385/2016 Sb.               | nové volby          | 20. května 2017    |
| Podolí                    | Uherské Hradiště   | Zlínský            | 6. prosince 2016      | 412/2016 Sb.               | nové volby          | 20. května 2017    |
| Kly                       | Mělník             | Středočeský        | 19. prosince 2016     | 466/2016 Sb.               | nové volby          | 20. května 2017    |
| Josefov                   | Sokolov            | Karlovarský        | 5. ledna 2017         | 9/2017 Sb.                 | nové volby          | 20. května 2017    |
| Dobrovíz                  | Praha-západ        | Středočeský        | 5. ledna 2017         | 9/2017 Sb.                 | nové volby          | 20. května 2017    |
| Košátky                   | Mladá Boleslav     | Středočeský        | 12. ledna 2017        | 16/2017 Sb.                | nové volby          | 20. května 2017    |
| Svárov                    | Uherské Hradiště   | Zlínský            | 19. ledna 2017        | 22/2017 Sb.                | nové volby          | 20. května 2017    |
| Vinaře                    | Kutná Hora         | Středočeský        | 27. ledna 2017        | 27/2017 Sb.                | nové volby          | 20. května 2017    |
| Horní Blatná              | Karlovy Vary       | Karlovarský        | 27. ledna 2017        | 27/2017 Sb.                | nové volby          | 20. května 2017    |
| Čachrov                   | Klatovy            | Plzeňský           | 2. února 2017         | 39/2017 Sb.                | nové volby          | 20. května 2017    |
| Zádub-Závišín             | Cheb               | Karlovarský        | 20. února 2017        | 54/2017 Sb.                | nové volby          | 19. srpna 2017     |
| Líský                     | Kladno             | Středočeský        | 23. března 2017       | 94/2017 Sb.                | nové volby          | 19. srpna 2017     |
| Siřejovice                | Litoměřice         | Ústecký            | 3. května 2017        | 143/2017 Sb.               | nové volby          | 19. srpna 2017     |
| Dvakačovice               | Chrudim            | Pardubický         | 23. května 2017       | 161/2017 Sb.               | nové volby          | 4. listopadu 2017  |
| Vrbová Lhota              | Nymburk            | Středočeský        | 22. června 2017       | 184/2017 Sb.               | nové volby          | 4. listopadu 2017  |
| Dolní Hradiště            | Plzeň-sever        | Plzeňský           | 22. června 2017       | 184/2017 Sb.               | nové volby          | 4. listopadu 2017  |
| Tuřany                    | Kladno             | Středočeský        | 10. července 2017     | 212/2017 Sb.               | nové volby          | 4. listopadu 2017  |
| Kly                       | Mělník             | Středočeský        | 10. července 2017     | 212/2017 Sb.               | nové volby          | 4. listopadu 2017  |
| Hradce                    | České Budějovice   | Jihočeský          | 13. července 2017     | 227/2017 Sb.               | nové volby          | 4. listopadu 2017  |
| Prameny                   | Cheb               | Karlovarský        | 31. července 2017     | 242/2017 Sb.               | nové volby          | 6. ledna 2018      |
| Zádub-Závišín             | Cheb               | Karlovarský        | 12. října 2017        | 350/2017 Sb.               | nové volby          | 31. března 2018    |
| Lhotsko                   | Zlín               | Zlínský            | 9. listopadu 2017     | 381/2017 Sb.               | nové volby          | 31. března 2018    |
| Konojedy                  | Praha-východ       | Středočeský        | 19. prosince 2017     | 468/2017 Sb.               | nové volby          | 31. března 2018    |
| Písková Lhota             | Nymburk            | Středočeský        | 20. prosince 2017     | 473/2017 Sb.               | nové volby          | 31. března 2018    |